# Alvéolo dentario
Los alvéolos dentarios, o alveolos dentarios, son las divisiones en compartimentos que presenta el hueso alveolar donde van insertados los dientes, separados entre sí por un tabique interalveolar óseo.
El alvéolo presenta tres regiones, la de las placas corticales, la esponjosa y la alveolar propiamente dicha. 
Las placas corticales se disponen en sentido lingual y labial, formando una repisa de sostén muy resistente de hueso compacto, revestida por hueso poroso, que constituye la capa esponjosa. Esta rodea a una capa delgada de hueso compacto, el hueso alveolar propiamente dicho, cuya morfología es reflejo de la forma de la raíz suspendida en su interior. 